# Ветреный пояс
Ве́треный по́яс — кряж на севере Восточно-Европейской равнины к югу от Онежской губы Белого моря в Архангельской области (бо́льшая часть) и в Карелии (крайний запад хребта).

## Общие сведения
Кряж Ветреный пояс простирается параллельно Поморскому берегу Белого моря от реки Нюхча и далее на юго-восток до реки Онега. Хорошо виден с моря, хотя и удалён от него на 30—40 километров. Открытый всем ветрам хребет получил своё говорящее название ещё в старину, видимо, название дано поморами.
Длина около 250 км, высота 200—300 м. Представляет собой горное сооружение, состоящее из гряд, со снижением общей высоты с северо-запада на юго-восток. В западной части склоны более крутые и скалистые. Кряж изобилует мелкими озёрами и верховыми болотами (среди них: Ботаевский Мох, исток реки Унежма).
Гряды и массивы, составляющие кряж, имеют собственные имена, например — Медвежьи горы, расположенные по правому берегу Нименьги, или Варогоры в среднем течении Шомокши.

## История
Хотя Ветреный пояс был издавна известен поморам, но на картах не значился. Ветреный пояс был открыт для науки лишь в 1928 году географом Михаилом Николаевичем Карбасниковым, который обнаружил эту возвышенность на месте предполагаемой заболоченной равнины. Изучение его началось с 1930-х годов. Наподобие Западно-Карельской возвышенности, это была тоже Terra Incognita, и лишь в 1940 году благодаря исследованиям М. Н. Карбасникова этот горный массив был нанесён на карту Карелии и Архангельской области.

## Вершины кряжа

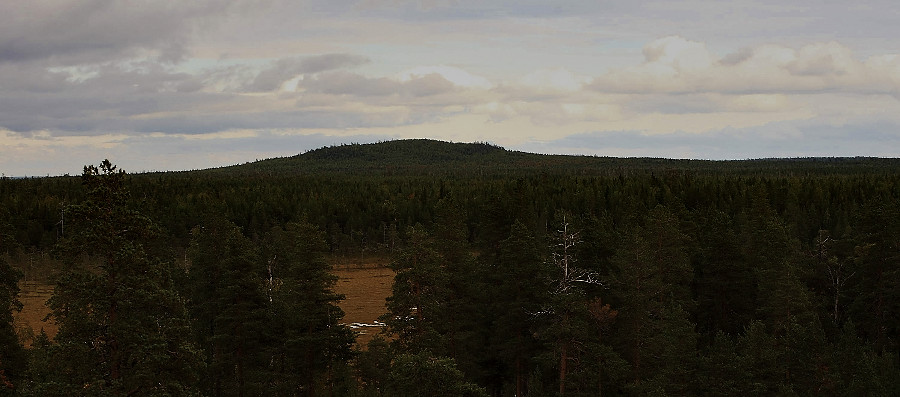
Гора Голец.

Основные вершины — Шапочка (320 м), Шуйгора (337 м), Енгишгора (331 м), Оловгора (345,1 м), Большая Лёвгора (336,4 м), менее высокие в онежской части — Сиверка (271 м), Сточная (246 м) и особенно заметная — Мяндуха (205 м)
На северо-западном окончании кряжа выделяется одиноко стоящая вершина — гора Голец высотой 236 метров. Верхняя часть её имеет конусообразную форму и совершенно лишена растительности. По своему происхождению гора Голец является древним вулканом. Это — памятник вулканической деятельности, имевшей здесь место в раннепротерозойское время — около 2,4 миллиарда лет назад.

## Геология, полезные ископаемые
Кряж сложен древними докембрийскими основными-ультраосновными породами, кристаллическими сланцами, с интрузиями ультраосновных и основных пород (перидотиты, габбро) и лавами базальтов. Древние базальты почти не прикрыты четвертичными отложениями и образуют крутосклонные пики, которые придают местности вид настоящего горного ландшафта, несмотря на незначительность абсолютных высот. Есть перспективы обнаружения благородных металлов.
В 1970-х годах в районе посёлка Североонежск было вскрыто значительное месторождение бокситов — Иксинское.
На территории Ветреного пояса открыта Северо-Нименьгская золоторудная площадь. Её прогнозные ресурсы категории Р3 составляют 14,4 тонны. Имеются как четвертичные россыпи (золото на поверхности), так и вендские конгломераты на глубине от 5—10 до 50—70 метров, которые полого погружаются на северо-восток в сторону Белого моря. По оценкам 1999 и 2003 годов (с дополнениями) запасы месторождения Нименьга — 97 тонн, месторождения Кожозерское — 48 тонн.

## Гидрография
Северо-восточные склоны Ветреного Пояса круты и разрезаны руслами коротких, бурных рек Малошуйки, Нименьги, Кушереки, Игиши, Порсы. В южной, более пологой части располагается полоса моренных холмов, здесь много озёр (наиболее крупные — Кожозеро, Калгачихинское, Челозеро, Пелозеро, Нюхчозеро). Реки юго-западного склона хребта относятся к бассейну Илексы. По Ветреному Поясу проходит континентальный водораздел Атлантики (Балтийского моря) и Северного Ледовитого океана (Белого моря).
Восточную часть кряжа огибает текущая к северу река Онега; твёрдые базальты Ветреного пояса являются причиной узости и высоких берегов, наличию многих порогов в её среднем течении.

## Почвы, растительность и животный мир
Почвы преимущественно супесчаные подзолистые и подзолисто-болотные.
Возвышенность покрыта таёжными лесами (главным образом, ель). Благодаря более крепкому для дорог грунту в поморской и онежской частях пояса ведутся лесозаготовки.
Между отдельными грядами особенно многочисленны верховые и переходные болота. Значительны запасы торфа.
Бурные, насыщенные кислородом реки, стекающие с возвышенности, довольно богаты проходной рыбой. Много рыбы и в озёрах, в большинстве своём проточных.

## Население
Постоянное население малочисленно, многие деревни (Калгачиха, Кожпосёлок, Носовщина, Челозеро, Пнев, Варбозеро, Нюхчозеро, Оштомозеро) исчезли во второй половине XX века. Всё население сосредоточено по берегу Онеги: в населённых пунктах Североонежск, Улитино, Шомокша, Посад, Прилуки и нескольких деревнях.
С конца 1990-х годов восстанавливается и уже имеет постоянных обитателей древний Кожеозерский монастырь, находящийся на крупнейшем озере возвышенности — Кожозере.